# Leichtathletik-Länderkampf der Frauen 1935 Deutschland – Polen
| 4. Leichtathletik-Länderkampf mit deutscher Beteiligung 1935 | 4. Leichtathletik-Länderkampf mit deutscher Beteiligung 1935 |
| ------------------------------------------------------------ | ------------------------------------------------------------ |
|                                                              |                                                              |
| Länderkampfvergleich der Frauen: Deutschland – Polen         |                                                              |
| Austragungsort                                               | Dresden                                                      |
| Wettbewerbe                                                  | 9                                                            |
| Datum                                                        | 25. August 1935                                              |
| 1. GER 2. POL                                                | 60,5 Punkte 38,5 Punkte                                      |
| Chronik                                                      |                                                              |
| ← FIN-GER (M)                                                | GER-ITA-JPN-SWE-HUN (M) →                                    |

Der vierte Vergleich des Leichtathletik-Länderkampfjahrs 1935 vor der Länderkampfpause im folgenden Jahr brachte die zweite Begegnung der deutschen Frauen mit Polen. Im Vorjahr hatten die deutschen Leichtathletinnen die Begegnung in Warschau klar dominiert. In diesem Jahr fand das Aufeinandertreffen am 25. August in Dresden statt. An diesem Sonntag absolvierten die deutschen Männer ihren Schlusstag im Länderkampf mit Finnland. Deutschlands Frauen setzten sich auch hier in Dresden mit 60,5 zu 38,5 Punkte klar gegen die Polinnen durch.

## Wettbewerbe
In dieser Begegnung wurde ein Programm angeboten, das den damaligen Wettbewerbskatalog von Olympischen Spielen deutlich überstieg. Die Leichtathletinnen absolvierten zwei Sprintdisziplinen über 100 und 200 Meter – der 200-Meter-Lauf war nicht Teil des olympischen Frauenprogramms. Im Bereich Lauf kamen in diesem Länderkampf der 80-Meter-Hürdenlauf sowie eine Staffel (60 m – 75 m – 100 m – 200 m) hinzu – bei Olympischen Spielen wurde in der Staffel über 4-mal 100 Meter gelaufen. Als technische Disziplinen hatte der Länderkampf den Hoch- und Weitsprung, das Kugelstoßen, den Diskus- und Speerwurf zu bieten – im olympischen Programm fehlten hiervon der Weitsprung und das Kugelstoßen. Somit gab es im Ländervergleich neun Wettbewerbe, drei mehr als bei damaligen Olympischen Spielen.

## Modus
Gewertet wurde in den Einzeldisziplinen nach dem später üblichen System: Pl. 1: 5 P, Pl. 2: 3 P, …, Pl. 4: 1 P. In der Staffel gab es folgende Punkteverteilung: Pl. 1: 7 P, Pl. 2: 4 P.

## Ergebnis
Die Polinnen konnten die beiden Sprintdisziplinen und den Speerwurf für sich entscheiden. In den anderen sechs Wettbewerben waren die deutschen Leichtathletinnen vorn, sodass sie den Vergleich deutlich gewannen.

## Resultate

### 100 m
| Platz | Athletin               | Land | Zeit (s) |
| ----- | ---------------------- | ---- | -------- |
| 1     | Stanisława Walasiewicz | POL  | 11,5     |
| 2     | Käthe Krauß            | GER  | 12,0     |
| 3     | Marie Dollinger        | GER  | 12,1     |
| 4     | Barbara Książkiewicz   | POL  | 13,0     |

### 200 m
| Platz | Athletin               | Land | Zeit (s) |
| ----- | ---------------------- | ---- | -------- |
| 1     | Stanisława Walasiewicz | POL  | 25,8     |
| 2     | Emmy Albus             | GER  | 26,0     |
| 3     | Hedwig Bauschulte      | GER  | 26,9     |
| 4     | Otylia Kaluzowa        | POL  | 27,8     |

### 80 m Hürden
| Platz | Athletin         | Land | Zeit (s) |
| ----- | ---------------- | ---- | -------- |
| 1     | Anni Steuer      | GER  | 11,9     |
| 2     | Margarete Elger  | GER  | 12,1     |
| 3     | Maryla Freiwald  | POL  | 12,2     |
| 4     | Adelajda Hoffman | POL  | 12,4     |

### Staffel (60 m – 75 m – 100 m – 200 m)
| Platz | Besetzung       | Land                                                                        | Zeit (s) |
| ----- | --------------- | --------------------------------------------------------------------------- | -------- |
| 1     | Deutsches Reich | Emmy Albus Hedwig Bauschulte Käthe Krauß Marie Dollinger                    | 52,6     |
| 2     | Polen           | Maryla Freiwald Barbara Książkiewicz Otylia Kaluzowa Stanisława Walasiewicz | 53,1     |

### Hochsprung
| Platz | Athletin       | Land | Höhe (m) |
| ----- | -------------- | ---- | -------- |
| 1     | Elfriede Kaun  | GER  | 1,58     |
| 2     | Sophie Scheibe | GER  | 1,53     |
| 3     | Erna Orzeł     | POL  | 1,46     |
| 4     | Alina Dunin    | POL  | 1,37     |

### Weitsprung
| Platz | Athletin               | Land | Weite (m) |
| ----- | ---------------------- | ---- | --------- |
| 1     | Traute Göppner         | GER  | 5,??      |
| 2     | Hedwig Bauschulte      | GER  | 5,70      |
| 2     | Stanisława Walasiewicz | POL  | 5,70      |
| 4     | Alina Dunin            | POL  | 4,89      |

### Kugelstoßen
| Platz | Athletin           | Land | Weite (m) |
| ----- | ------------------ | ---- | --------- |
| 1     | Gisela Mauermayer  | GER  | 13,54     |
| 2     | Tilly Fleischer    | GER  | 12,05     |
| 3     | Genowefa Cejzikowa | POL  | 11,42     |
| 4     | Jadwiga Wajs       | POL  | 11,21     |

### Diskuswurf
| Platz | Athletin          | Land | Weite (m) |
| ----- | ----------------- | ---- | --------- |
| 1     | Gisela Mauermayer | GER  | 47,12     |
| 2     | Jadwiga Wajs      | POL  | 42,02     |
| 3     | Käthe Krauß       | GER  | 41,65     |
| 4     | Klara Gackowska   | POL  | 34,51     |

### Speerwurf
| Platz | Athletin          | Land | Weite (m) |
| ----- | ----------------- | ---- | --------- |
| 1     | Maria Kwaśniewska | POL  | 41,38     |
| 2     | Tilly Fleischer   | GER  | 41,26     |
| 3     | Luise Krüger      | GER  | 40,02     |
| 4     | Zofia Smętkówna   | POL  | 28,92     |